# Natalia Guli
Natalia Vladímirovna Guli (en ruso: Наталья Владимировна Гулий; Timashovsk, URSS, 19 de agosto de 1974) es una deportista rusa que compitió en piragüismo en la modalidad de aguas tranquilas.
Ganó tres medallas en el Campeonato Mundial de Piragüismo entre los años 1997 y 1999, y seis medallas en el Campeonato Europeo de Piragüismo entre los años 1997 y 2002.
Participó en dos Juegos Olímpicos de Verano, ocupando el séptimo lugar en Atlanta 1996 y en Sídney 2000, en la prueba de K4 500 m.

## Palmarés internacional
| Campeonato Mundial | Campeonato Mundial | Campeonato Mundial | Campeonato Mundial |
| Año                | Lugar              | Medalla            | Competición        |
| ------------------ | ------------------ | ------------------ | ------------------ |
| 1997               | Dartmouth (Canadá) | Medalla de bronce  | K2 200 m           |
| 1998               | Szeged (Hungría)   | Medalla de bronce  | K4 200 m           |
| 1999               | Milán (Italia)     | Medalla de plata   | K4 200 m           |
| Campeonato Europeo |                    |                    |                    |
| Año                | Lugar              | Medalla            | Competición        |
| 1997               | Plovdiv (Bulgaria) | Medalla de bronce  | K4 200 m           |
| 1999               | Zagreb (Croacia)   | Medalla de oro     | K4 200 m           |
| 1999               | Zagreb (Croacia)   | Medalla de bronce  | K2 200 m           |
| 1999               | Zagreb (Croacia)   | Medalla de bronce  | K4 500 m           |
| 2002               | Szeged (Hungría)   | Medalla de bronce  | K2 200 m           |
| 2002               | Szeged (Hungría)   | Medalla de bronce  | K4 200 m           |